# Lâm Giang, Bạch Sơn
Lâm Giang (chữ Hán giản thể: 临江市) là một thành phố cấp huyện ở địa cấp thị Bạch Sơn, tỉnh Cát Lâm, Cộng hòa Nhân dân Trung Hoa. Thành phố này có diện tích 3009 ki-lô-mét vuông, dân số 190.000 người. Mã số bưu chính là 134600. Về mặt hành chính, thành phố Lâm Giang được chia thành 5 nhai đạo, 8 trấn, 3 hương.
- Nhai đạo: Kiến Quốc, Tân Thị, Hưng Long, Đại Hồ, Tam Thiên Mễ.
- Trấn: Đại Lật Tử, Hoa Thụ, Lục Đạo Câu, Vi Sa Hà, Hoa Sơn, Náo Chi, Tứ Đạo Câu, Bảo Sơn.
- Hương: Mã Nghĩa Hà, Giả Gia Doanh, Đông Bắc Xá.